# J Balvin
José Álvaro Osorio Balvín (geboren op 7 mei 1985), beter bekend onder zijn artiestennaam J Balvin, is een Colombiaanse zanger. Hij wordt ook wel de “Prins van Reggaeton” genoemd (uit het Spaans: “Príncipe del Reguetón”), en is een van de best verkopende Latin-artiesten, met meer dan 35 miljoen verkochte platen wereldwijd.  Balvin is geboren in Medellín. Op 17-jarige leeftijd verhuisde hij naar de Verenigde Staten om Engels te leren, waar hij zowel in Oklahoma als New York woonde. Daarna keerde hij terug naar Medellín en werd populair door zijn optredens in clubs in de stad. 
Gedurende zijn carrière heeft Balvin elf Billboard Latin Music Awards, zes Latin Grammy Awards, vijf MTV Video Music Awards en zeven Latin American Music Awards gewonnen en ontving hij vier Grammy Award nominaties. In 2017 werd hij door de BMI Latin Awards uitgeroepen tot Contemporary Latin Songwriter of the Year voor zijn bijdrage aan de Latijnse muziekindustrie, en heeft hij de eerste Global Icon Award van Lo Nuestro Awards gewonnen, als erkenning voor zijn bijdrage aan de wereldwijde verspreiding van Latijnse muziek. Hij werd de eerste Latino die als headline optrad bij wereldmuziekevenementen als Coachella, Tomorrowland en Lollapalooza. Het Guinness World Records erkende hem als “leider van een reggaetonrevolutie van de tweede generatie”. The Guinness World Records acknowledged him as a "leader of a second-generation reggaeton revolution".
Balvins doorbraak kwam in 2014 met de single “6 AM” met de Puerto Ricaanse zanger Farruko, die piekte op nummer 2 in de Billboard Hot Latin Songs chart, gevolgd door “Ay Vamos” en “Ginza”. In 2016 bracht hij Energia uit, met de hitsingles “Bobo”, “Safari” en “Sigo Extrañándote”. In juni 2017 bracht Balvin de single “Mi Gente” uit met Willy William. Op 1 augustus 2017 stond “Mi Gente” bovenaan de Global Top 50 op Spotify en werd later één miljard keer bekeken op YouTube. In januari 2018 bracht hij de hitsingle “Machika” uit met Jeon en Anitta. Hij werkte samen met Cardi B en Bad Bunny aan de Amerikaanse Billboard Hot 100 nummer één single “I Like It”, die ook werd genomineerd voor de Grammy Award voor plaat van het jaar. Balvin bracht zijn vijfde studioalbum José uit in maart 2021 en zijn zesde album Rayo in augustus 2024.
Hoewel zijn muziek voornamelijk reggaeton is, heeft Balvin geëxperimenteerd met verschillende muziekgenres in zijn werk, waaronder elektronica, house, latin trap en R&B. Zijn oorspronkelijke muzikale inspiratiebronnen zijn rockgroepen als Metallica en Nirvana en mede-reggaetonartiest Daddy Yankee. Hij heeft samengewerkt met Latijns-Amerikaanse artiesten als Ozuna, Nicky Jam, Bad Bunny en Pitbull. Ondanks dat hij samenwerkt met veel Engelstalige artiesten zoals Beyoncé, Pharrell Williams, Black Eyed Peas, Cardi B, Dua Lipa en Major Lazer, blijft Balvin bijna uitsluitend in het Spaans zingen en hoopt hij Spaanstalige muziek te introduceren bij een wereldwijd publiek. Hij staat ook bekend om zijn eclectische en kleurrijke gevoel voor mode.
Balvin ontving in 2016 de Vision Award van de Latin heritage Awards en in 2019 won hij de Golden Artist of Latin Urban Music op de Premios Heat. In 2020 werd hij opgenomen in Time magazine's jaarlijkse lijst van de 100 meest invloedrijke mensen van de wereld, en werd hij door Billboard een van de Greatest Latin Artists of All Time genoemd. Balvin is de artiest met de meeste nummer 1 nummers op de Billboard Latin Airplay chart. Hij is ook de enige Latin artiest die 174 keer op nummer 1 stond in de Billboard charts.

## Biografie
J Balvin werd geboren in een middenklassegezin in Medellín en groeide op in een groot huis buiten de stad. Zijn vader was econoom en ondernemer, maar ging uiteindelijk failliet waardoor het gezin naar een armere buurt moest verhuizen. In zijn jeugd was J Balvin een groot liefhebber van Metallica en Nirvana. Door Daddy Yankee raakte hij geïnteresseerd in reggaeton.
Op zestienjarige leeftijd nam J Balvin deel aan een uitwisselingsprogramma in Oklahoma. Kort hierna verhuisde hij naar New York, waar hij bij zijn tante ging wonen en zowel Engels als muziek ging studeren. Ondertussen werkte hij illegaal als dakdekker en huisschilder. Terug in Colombia studeerde J Balvin internationale betrekkingen aan de universiteit van Medellín. Na zeven semesters brak hij deze studie af om zich op de muziek te kunnen richten.

## Muzikale carrière
Vanaf zijn negentiende begon hij een carrière in de muziekindustrie na te streven en nam hij de artiestennaam J Balvin “El Negocio” (Spaans voor 'het bedrijf') aan. Na een aantal nummers in eigen beheer te hebben uitgebracht tekende hij in 2009 een plantencontract bij EMI Colombia. Kort erna verscheen de single 'Ella Me Cautivó' (Spaans voor 'ze betoverde me') en het debuutalbum Real (Spaans voor 'echt'). In 2012 kwam de eerste internationale hit: 'Yo Te Lo Dije' (Spaans voor 'ik zei het je'/'ik heb het je gezegd'). Een jaar later tekende J Balvin bij Capitol Latin, het dochterbedrijf van Universal.

### Vanaf 2014
In februari 2014 bracht J Balvin samen met de Puerto Ricaanse zanger Farruko '6 AM' uit. Het nummer kwam binnen op nummer 43 in de Billboard Latin Airplay en bereikte in mei de nummer 1-positie. Het album La Familia (Spaans voor 'de familie') bereikte de top 10 en bracht in totaal 122 weken in de hitlijst door. De tweede single afkomstig van dit album, 'Ay Vamos' (Spaans voor 'o, kom op'), werd een van zijn grootste successen. Het nummer is inmiddels 227 miljoen keer op Spotify gestreamd, de videoclip 1,6 miljard keer op YouTube bekeken (beiden maart 2020). De videoclip is een van de meest bekeken Latin muziekvideo's aller tijden, waarmee J Balvin zich vestigde als internationale artiest. In 2015 werd hij 13 keer genomineerd voor de Billboard Latin Music Awards en won in de categorieën 'New Artist of the Year', 'Latin Rhythm Songs Artist of the Year, Solo' en 'Latin Rhythm Song of the Year' (voor 'Ay Vamos'). Hij droeg de awards op aan zijn thuisland.

### Vanaf 2016
In januari 2016 verscheen de single 'Ginza'. Later die week verscheen de bijbehorende videoclip, waarmee J Balvin het record voor de meeste views voor een Latin-muziekvideo verbrak. Deze werd binnen 24 uur meer dan twee miljoen keer bekeken, inmiddels meer dan 800 miljoen keer. Vijf maanden later, in juni 2016, verscheen het vierde studioalbum Energía (Spaans voor 'energie'). Het album kwam in de Billboard Top Latin Albums binnen op nummer één, wat betekende dat J Balvin voor het eerst bovenaan de hitlijst stond. In juni 2017 bracht hij zijn grootste hit uit. 'Mi Gente' (Spaans voor 'mijn volk') bereikte al snel 1 miljard views op YouTube en werd door diverse artiesten geremixt, waaronder Beyoncé. Ondanks het succes van het nummer won 'Mi Gente' geen prijzen bij de Latin Grammy Awards 2017.

### Vanaf 2018
In 2018 verscheen J Balvin op het album Invasion of Privacy van Cardi B. De single ‘I Like It’ werd zijn eerste nummer 1-hit in de Amerikaanse Billboard Hot 100.
Met zijn album Vibras (Spaans voor 'vibes'), dat in mei 2018 verscheen en waarop de hitsingle 'Mi Gente' niet ontbrak, brak J Balvin opnieuw een record: het werd het meest gestreamde Latin-album in 24 uur. De titel is een verwijzing naar de verschillende muziekstijlen die op het album te horen zijn: 33% dancehall, 33% R&B en 33% reggaeton.
Samen met Bad Bunny bracht J Balvin in juni 2019 het album Oasis uit. Aangezien het alweer twee jaar geleden was dat zij de single 'Si Tu Novio Te Deja Sola' (Spaans voor 'Als je vriendje je met rust laat') uitbrachten, kwam het album als een verrassing. Oasis bereikte de nummer 1-positie van de Billboard US Latin Albums en werd tijdens de Grammy Awards 2020 genomineerd voor 'Best Latin Rock, Urban or Alternative Album'.
In februari 2020 was J Balvin een van de gastartiesten tijdens de Super Bowl LIV halftime show, waarvan Shakira en Jennifer Lopez de hoofdact waren. J Balvin zong zijn grote hit 'Mi Gente', met invloeden van Lopez' hits 'Booty', 'El Anillo' en 'Love Don't Cost a Thing'. Een maand later verscheen de plaat Colores (Spaans voor 'kleuren'), waarop ieder nummer vernoemd is naar een kleur — behalve het nummer 'Arcoíris' (Spaans voor 'regenboog'). De albumhoes is ontworpen door de Japanse kunstenaar Takashi Murakami.

## Maatschappelijke betrokkenheid
J Balvins teksten zijn doorgaans kwetsbaarder dan typische reggaeton-teksten. Hij zingt niet over het gewelddadige verleden van zijn thuisland, omdat het de stereotypen die over Colombianen bestaan zouden verergeren. Daarentegen maakt hij vrouwenhaat wel bespreekbaar en maakt hij voornamelijk gebruik van mannelijke dansers.
Tevens sprak J Balvin zich uit over de Venezolaanse economische crisis en de verslechterde situatie aan de grens van het land met Colombia, waar duizenden Colombianen onder dwang zijn gedeporteerd. Zo blies hij de hashtag #LatinosSomosFamilia (Spaans voor 'wij latinos zijn familie') in het leven en moedigde fans aan om en petitie te ondertekenen om ontheemde slachtoffers te steunen. Deze campagne lanceerde J Balvin kort nadat hij, in juni 2015, zijn optreden tijdens Miss USA annuleerde. Dit deed hij als protest tegen de opruiende opmerkingen van Donald Trump, die illegale immigranten beledigde door te stellen dat zij drugs, misdaad en verkrachting naar de Verenigde Staten brengen. Dit optreden had overigens J Balvins eerste optreden op de nationale televisie geweest.
J Balvin steunt lhbt-rechten. Om steun te betuigen voor Pride 2019 verfde hij zijn haren in de bekende regenboogkleuren.

## Privéleven
In augustus 2016 was de zanger betrokken bij een vliegtuigongeluk toen hij de Bahama's verliet. Toen J Balvin terugkeerde van een vakantie, kon het vliegtuig niet goed opstijgen en crashte het kort nadat het van de landingsbaan was vertrokken. Hij plaatste een foto op Instagram van het kleine privévliegtuig nadat het in de bosjes was geland. Bij het ongeval raakte niemand gewond.
J Balvin ervaart paniekaanvallen en doet om die reden aan meditatie. Zijn moeder lijdt aan de zeldzame genetische aandoening acute intermitterende porfyrie, die epileptische aanvallen, chronische pijn en psychische problemen veroorzaakt. Ter ere van zijn moeder heeft J Balvin het woord 'familia' (Spaans voor 'familie') op zijn borst getatoeëerd. Hij kreeg zijn eerste tatoeage toen hij slechts twaalf jaar oud was.
In tegenstelling tot veel populaire reggaetonzangers die naar de Verenigde Staten verhuizen, woont J Balvin in zijn geboorteplaats.

## Discografie
- 2009 - Real
- 2009 - El Negocio
- 2013 - La Familia
- 2016 - Energía
- 2018 - Vibras
- 2019 - Oasis (met Bad Bunny)
- 2020 - Colores
- 2021 - Jose
- 2024 - Rayo

## Hitnoteringen

### Albums
| Album met hitnotering(en) in de Vlaamse Ultratop 200 albums | Datum van verschijnen | Datum van binnenkomst | Hoogste positie | Aantal weken | Opmerkingen   |
| ----------------------------------------------------------- | --------------------- | --------------------- | --------------- | ------------ | ------------- |
| Vibras                                                      | 25-05-2018            | 02-06-2018            | 96              | 2            |               |
| Oasis                                                       | 28-06-2019            | 06-07-2019            | 129             | 1            | met Bad Bunny |

### Singles
| Single met eventuele hitnotering(en) in de Nederlandse Top 40 | Datum van verschijnen | Datum van binnenkomst | Hoogste positie | Aantal weken | Opmerkingen                                                  |
| ------------------------------------------------------------- | --------------------- | --------------------- | --------------- | ------------ | ------------------------------------------------------------ |
| Hey Ma                                                        | 2017                  | -                     |                 |              | met Pitbull & Camila Cabello / Nr. 92 in de Single Top 100   |
| Mi Gente                                                      | 2017                  | 22-07-2017            | 1(5wk)          | 24           | met Willy William / Nr. 1 in de Single Top 100 / Alarmschijf |
| Mi Gente                                                      | 2017                  | 07-10-2017            | 1(1wk)          | 13           | Dubbelnotering / met Willy William & Beyonce                 |
| X                                                             | 2018                  | 31-03-2018            | 3               | 17           | met Nicky Jam / Nr. 5 in de Single Top 100                   |
| I Like It                                                     | 2018                  | 09-06-2018            | 20              | 4            | met Cardi B & Bad Bunny / Nr. 39 in de Single Top 100        |
| Familiar                                                      | 2018                  | 09-06-2018            | 35              | 2            | met Liam Payne                                               |
| Say My Name                                                   | 2018                  | 23-11-2018            | 7               | 23           | met David Guetta & Bebe Rexha                                |
| I Can't Get Enough                                            | 2019                  | 30-03-2019            | tip4            | -            | met Benny Blanco, Selena Gomez & Tainy                       |
| Loco Contigo                                                  | 2019                  | 27-07-2019            | 7               | 15           | met DJ Snake & Tyga                                          |
| China                                                         | 2019                  | 10-08-2019            | 33              | 5            | met Anuel AA, Daddy Yankee, Karol G & Ozuna                  |
| Que Calor                                                     | 2019                  | 21-09-2019            | tip4            | -            | met Major Lazer & El Alfa                                    |
| Ritmo (Bad Boys for Life)                                     | 2019                  | 12-10-2019            | tip1            | -            | met The Black Eyed Peas                                      |
| Un Dia (One Day)                                              | 2020                  | 08-08-2020            | 13              | 8            | met Dua Lipa, Bad Bunny & Tainy                              |
| Agua                                                          | 2020                  | 22-08-2020            | tip11           | -            | met Tainy                                                    |
| In da getto                                                   | 2021                  | 02-10-2021            | tip9            | -            | met Skrillex                                                 |
| Sigue                                                         | 2022                  | 26-03-2022            | tip29*          |              | met Ed Sheeran                                               |
| Forever my love                                               | 2022                  | 26-03-2022            | tip30*          |              | met Ed Sheeran                                               |

| Single met hitnotering(en) in de Vlaamse Ultratop 50 | Datum van verschijnen | Datum van binnenkomst | Hoogste positie | Aantal weken | Opmerkingen                                       |
| ---------------------------------------------------- | --------------------- | --------------------- | --------------- | ------------ | ------------------------------------------------- |
| Safari                                               | 17-06-2016            | 17-09-2016            | tip             | -            | met Pharrell Williams, BIA & Sky                  |
| Hey Ma                                               | 10-03-2017            | 25-03-2017            | tip8            | -            | met Pitbull & Camila Cabello                      |
| Mi Gente                                             | 30-06-2017            | 22-07-2017            | 8               | 26           | met Willy William                                 |
| Downtown                                             | 20-11-2017            | 09-12-2017            | tip             | -            | met Anitta                                        |
| Bum Bum Tam Tam                                      | 15-12-2017            | 24-02-2018            | 17              | 17           | met MC Fioti / Future / Stefflon Don / Juan Magan |
| X                                                    | 02-03-2018            | 14-04-2018            | 19              | 15           | X Nicky Jam                                       |
| Familiar                                             | 20-04-2018            | 28-04-2018            | tip23           | -            | met Liam Payne                                    |
| I Like It                                            | 13-04-2018            | 09-06-2018            | 19              | 19           | met Cardi B & Bad Bunny                           |
| Say My Name                                          | 26-10-2018            | 22-12-2018            | 23              | 17           | met David Guetta & Bebe Rexha                     |
| I Can't Get Enough                                   | 01-03-2019            | 09-03-2019            | 39              | 7            | met Benny Blanco, Tainy & Selena Gomez            |
| Con Altura                                           | 30-03-2019            | 06-04-2019            | tip17           | -            | met Rosalía & El Guincho                          |
| Haute                                                | 07-06-2019            | 15-06-2019            | tip             | -            | met Tyga & Chris Brown                            |
| Qué Pretendes                                        | 28-06-2019            | 06-07-2019            | tip             | -            | met Bad Bunny                                     |
| Loco Contigo                                         | 14-06-2019            | 13-07-2019            | 9(3wk)          | 21           | met DJ Snake & Tyga                               |
| China                                                | 2019                  | 03-08-2019            | tip4            | -            | met Anuel AA, Daddy Yankee, Karol G & Ozuna       |
| Que Calor                                            | 2019                  | 21-09-2019            | tip11           | -            | met Major Lazer & El Alfa                         |
| Ritmo (Bad Boys for Life)                            | 2019                  | 30-11-2019            | 30              | 16           | met The Black Eyed Peas                           |
| Un Dia (One Day)                                     | 2020                  | 01-08-2020            | tip1            | -            | met Dua Lipa, Bad Bunny & Tainy                   |

## Referencies
1. ↑  J Balvin Panas Primera Cancion. Amino Apps (24 november 2020). Gearchiveerd op 10 september 2021. Geraadpleegd op 30 March 2018.
2. ↑  Vlessing, Etan  (31 August 2020). Amazon Studios Acquires J Balvin Doc 'The Boy From Medellin'. Gearchiveerd op 12 september 2020. Billboard
3. ↑  (es) Kotler, Sofía, "J-Balvin. Comparte su pasión por el motocross con su novia argentina", La Nación, 22 July 2020.
4. ↑  Collins, Hattie, "Ethics Are Not Negotiable": J Balvin On Global Unity & His Friendship With Takashi Murakami. Vogue (17 februari 2020). Gearchiveerd op 12 mei 2020. Geraadpleegd op 20 juni 2020.
5. ↑  Savage, Mark, J Balvin: Colombian star apologises for controversial Perra video. BBC News (25 oktober 2021). Gearchiveerd op 29 juli 2023. Geraadpleegd op 29 juli 2023.
6. ↑   (20 maart 2018). BMI Latin Awards Honor Luis Fonsi, Residente, Horacio Palencia, J Balvin & Sony ATV. Gearchiveerd op 20 april 2019. Billboard
7. ↑   (22 september 2020). J Balvin: The 100 Most Influential People of 2020. Gearchiveerd op 23 september 2020. Time
8. ↑   (October 2020). GREATEST OF ALL TIME LATIN ARTISTS. Gearchiveerd op 3 november 2020. Billboard
9. ↑  J Balvin & Ed Sheeran Succeed Themselves at No. 1 on Latin Airplay Chart With 'Sigue'. Power 99.1 - Tri-Cities #1 Hit Music Station! (12 april 2022). Geraadpleegd op 16 april 2022. [dode link]